# Етлий
Етлий (на старогръцки: Ἀέθλιος, Aëthlios) в гръцката митология е първият цар на Елида. Той е син Зевс и на Протогенея (дъщерята на Девкалион и Пира).
С нимфата Калика, дъщерята на Еол и Енарета той има син цар Ендимион (по друга версия Ендимион е син на Зевс).